# Namibia en la Copa Mundial de Rugby de 2023
La Selección de rugby de Namibia fue uno de los 20 participantes de la Copa Mundial de Rugby de 2023 que se disputa en Francia.
Fue la séptima participación de los Welwitschias en la Copa Mundial de Rugby.

## Plantel
El 28 de agosto de 2023, Allister Coetzee anunció los 33 jugadores para el equipo de la Copa Mundial de Rugby de 2023.
El 6 de septiembre de 2023, Chad Plato fue descartado del Mundial tras sufrir una lesión en el muslo, fue reemplazado en el equipo de Namibia por TC Kisting. El 17 de septiembre de 2023, Lloyd Jacobs fue convocado para sustituir al lesionado Le Roux Malan.
| Nombre                   | Posición       | Fecha de nacimiento      | Encuentros | Club                       |
| ------------------------ | -------------- | ------------------------ | ---------- | -------------------------- |
| Obert Nortjé             | hooker         | 17 de abril de 1997      | 21         | Wanderers                  |
| Torsten van Jaarsveld    | hooker         | 30 de junio de 1987      | 19         | Aviron Bayonnais           |
| Louis van der Westhuizen | hooker         | 25 de febrero de 1995    | 29         | Cheetahs                   |
| Jason Benade             | pilar          | 16 de abril de 1995      | 13         | University of Namibia      |
| Aranos Coetzee           | pilar          | 14 de marzo de 1988      | 29         | Cheetahs                   |
| Des Sethie               | pilar          | 9 de diciembre de 1992   | 17         | University of Namibia      |
| Haitembu Shikufa         | pilar          | 28 de noviembre de 2000  | 1          | Leopards                   |
| Casper Viviers           | pilar          | 1 de junio de 1988       | 41         | Baulois                    |
| Tiaan de Klerk           | segunda línea  | 12 de junio de 2001      | 1          | Mogliano Rugby             |
| Adriaan Ludick           | segunda línea  | 22 de julio de 1998      | 9          | Limoges                    |
| Mahepisa Tjeriko         | segunda línea  | 6 de mayo de 1993        | 11         | University of Namibia      |
| Tjiuee Uanivi            | segunda línea  | 31 de diciembre de 1990  | 34         | Montauban                  |
| P. J. van Lill           | segunda línea  | 4 de diciembre de 1983   | 60         | Capbreton Hossegor         |
| Adriaan Booysen          | ala            | 17 de mayo de 1996       | 24         | Dallas Jackals             |
| Wian Conradie            | ala            | 14 de octubre de 1994    | 28         | New England Free Jacks     |
| Prince ǃGaoseb           | ala            | 7 de julio de 1988       | 12         | Tel Aviv Heat              |
| Richard Hardwick         | ala            | 31 de mayo de 1994       | 3          | Melbourne Rebels           |
| Max Katjijeko            | ala            | 8 de abril de 1995       | 21         | Tel Aviv Heat              |
| Johan Retief             | ala            | 10 de octubre de 1995    | 21         | Griquas                    |
| Oela Blaauw              | medio scrum    | 17 de octubre de 2001    | 0          | University of Johannesburg |
| TC Kisting               | medio scrum    | 19 de enero de 1994      | 18         | Dinamo București           |
| Damian Stevens           | medio scrum    | 2 de junio de 1995       | 36         | New Orleans Gold           |
| Jacques Theron           | medio scrum    | 22 de marzo de 1999      | 3          | Wanderers                  |
| Cliven Loubser           | medio apertura | 24 de febrero de 1997    | 3          | Utah Warriors              |
| Tiaan Swanepoel          | medio apertura | 4 de junio de 1996       | 2          | Valence-d'Agen             |
| André van den Berg       | medio apertura | 28 de noviembre de 1999  | 4          | Wanderers                  |
| Danco Burger             | centro         | 28 de julio de 1998      | 5          | Wanderers                  |
| Johan Deysel (c.)        | centro         | 26 de septiembre de 1991 | 35         | Colomiers                  |
| Alcino Izaacs            | centro         | 16 de noviembre de 1993  | 3          | Boland Cavaliers           |
| JC Greyling              | wing           | 21 de junio de 1991      | 42         | Wanderers                  |
| Gerswin Mouton           | Wing           | 16 de diciembre de 1999  | 3          | Wits University            |
| Chad Plato               | zaguero        | 21 de abril de 1998      | 4          | Kudus                      |
| Divan Rossouw            | zaguero        | 12 de marzo de 1996      | 6          | Krasny Yar                 |

## Partidos de preparación
| 29 de julio de 2023 | Argentina XV | 34 - 27 | Namibia |  |  |

| 5 de agosto de 2023 | Uruguay | 26 - 18 | Namibia |  |  |

| 12 de agosto de 2023 | Chile | 26 - 28 | Namibia |  |  |

| 26 de agosto de 2023 | Namibia | 30 - 43 | Bulls |  |  |

## Participación

### Grupo A
| Posición | Selección     | Partidos | Partidos | Partidos  | Partidos | Tries a favor | Tantos  | Tantos    | Tantos     | Puntos extra | Puntos |
| Posición | Selección     | jugados  | ganados  | empatados | perdidos | Tries a favor | a favor | en contra | diferencia | Puntos extra | Puntos |
| -------- | ------------- | -------- | -------- | --------- | -------- | ------------- | ------- | --------- | ---------- | ------------ | ------ |
| 1.       | Francia       | 4        | 4        | 0         | 0        | 27            | 210     | 32        | +178       | 2            | 18     |
| 2.       | Nueva Zelanda | 4        | 3        | 0         | 1        | 38            | 253     | 47        | +206       | 3            | 15     |
| 3.       | Italia        | 4        | 2        | 0         | 2        | 13            | 114     | 181       | -67        | 2            | 10     |
| 4.       | Uruguay       | 4        | 1        | 0         | 3        | 9             | 65      | 164       | -99        | 1            | 5      |
| 5.       | Namibia       | 4        | 0        | 0         | 4        | 3             | 37      | 255       | -218       | 0            | 0      |

#### Partidos
| 9 de septiembre de 2023 | Italia | 52 – 8 | Namibia | Stade Geoffroy Guichard, Saint-Étienne |  |

| 15 de septiembre de 2023 | Nueva Zelanda | 71 – 3 | Namibia | Stadium de Toulouse, Toulouse |  |

| 21 de septiembre de 2023 | Francia | 96 – 0 | Namibia | Stade Vélodrome, Marsella |  |

| 27 de septiembre de 2023 | Uruguay | 36 – 26 | Namibia | Parc OL, Lyon |  |